# Microspathodon bairdii
Microspathodon bairdii es una especie de peces de la familia Pomacentridae en el orden de los Perciformes.

## Morfología
Los machos pueden llegar alcanzar los 25 cm de longitud total.

## Hábitat
Es un pez de mar.

## Distribución geográfica
Se encuentra desde el Golfo de California hasta Ecuador, incluyendo las Islas Revillagigedo e Islas Galápagos.